# Batalha de Anquíalo (708)
A Batalha de Anquíalo (em búlgaro:  Битката при Анхиало; em latim: Anchialus; em grego:  Anchialos) foi travada em 708 perto da cidade de Anquíalo (Pomorie), na Bulgária.

## Origens do conflito
Em 705, o cã búlgaro Tervel ajudou o ex-imperador bizantino, Justiniano II, a recuperar seu trono após dez anos no exílio. Para mostrar sua gratidão, Justiniano deu aos búlgaros uma enorme quantidade de ouro, prata e seda, além da região de "Zagore", localizada entre Stara Zagora, Sliven e o Mar Negro. Três anos depois, Justiniano se sentiu fortalecido o suficiente para invadir a Bulgária e recuperar o controle da região.

## A batalha
Os bizantinos alcançaram a fortaleza de Anquíalo e acamparam ali sem saber que o que exército búlgaro estava nas imediações. Enquanto os invasores estavam recolhendo comida nas redondezas, Tervel e sua cavalaria atacaram as tropas mais distantes afastadas enquanto sua infantaria atacava o acampamento em si. Os bizantinos foram pegos de surpresa e ficaram confusos; a maioria deles pereceu ou foi capturada, juntamente com uma grande quantidade de armas e cavalos. O imperador foi um dos poucos que conseguiu chegar até a fortaleza e escapou para Constantinopla de navio.

## Resultado
Os búlgaros asseguraram o controle sobre seus novos territórios pelos séculos seguintes. Em 711, quando uma revolta forçou Justiniano II a buscar ajuda, Tervel cedeu-lhe apenas 3 000 soldados que, após diversas escaramuças, receberam um salvo-conduto para voltar à Bulgária pelo novo imperador enquanto Justiniano era executado.